# Mašanka
Mašanka (lat. Moenchia), biljni rod iz porodice klinčićevki raširen po zapadnoj i srednjoj Europi i Mediteranu
Na popisu su do 2021. bile 3 vrste, danas 4 s novootkrivenom Moenchia akmanii M.Keskin iz Turske
Mašanke su jednogodišnje raslinje. U Hrvatskoj rastu dvije vrste, uspravna mašanka (Moenchia erecta) i  obrubljena mašanka (Moenchia mantica)

## Vrste
1. Moenchia erecta (L.) G.Gaertn., G.Mey. & Scherb.
2. Moenchia graeca Boiss. & Heldr.
3. Moenchia mantica (L.) Bartl.